# Théodicée
Essais de Théodicée sur la bonté de Dieu, la liberté de l'homme et l'origine du mal (en español: Ensayo de Teodicea sobre de la bondad de Dios, la libertad del hombre y el origen del mal), más conocido simplemente como Théodicée, es un libro de filosofía de Gottfried Leibniz. El libro, publicado en 1710, introdujo el término teodicea, así como un enfoque optimista al problema del mal, declarando que habitamos en el mejor de los mundos posibles.  Gran parte de la obra responde a las ideas del filósofo francés Pierre Boyle, con quien Leibniz mantuvo un debate durante muchos años.
Esta respuesta al problema del mal, para la cual no hay mundo que pueda ser más perfecto que este (el actualmente existente), y por ende el mal que hay en él es mínimo, sirvió de inspiración para Candide de Voltaire, donde se ridiculizan estas ideas mediante la narración de eventos trágicos y dolorosos.
Théodicée fue el único libro que Leibniz publicó durante su vida; su otro libro, Nuevos ensayos sobre el entendimiento humano, se publicó después de su muerte en 1765.

## Afirmaciones centrales
En varias obras, entre ellas su famoso Diccionario histórico y crítico (1697), Pierre Bayle había sostenido que no existe ninguna solución racional defendible al problema de por qué Dios permite el mal. Más concretamente, Bayle había sostenido que se pueden dar poderosos argumentos filosóficos contra una serie de enseñanzas cristianas ortodoxas, incluyendo la bondad, la justicia y la libertad de Dios. Leibniz responde a los argumentos de Bayle en detalle, argumentando que se puede probar que Dios es un ser infinitamente perfecto, y que tal ser debe haber creado un mundo que tiene el mayor equilibrio posible entre el bien y el mal («el mejor de los mundos posibles»).
Leibniz distingue tres formas de mal: moral, físico y metafísico. El mal moral es el pecado, el mal físico es el dolor y el mal metafísico es la limitación. Dios permite el mal moral y físico en aras de bienes mayores, y el mal metafísico (es decir, la limitación) es inevitable, ya que cualquier universo creado debe necesariamente estar por debajo de la perfección absoluta de Dios. El libre albedrío humano es coherente con la predestinación de Dios, porque aunque todos los acontecimientos del universo están previstos y predeterminados, no son necesarios (es decir, lógicamente necesarios), y solo si las elecciones humanas fueran necesarias el libre albedrío sería una ilusión.
Contra las afirmaciones de Bayle (derivadas de Agustín) de que es injusto que Dios condene a los niños no bautizados o a los adultos no cristianos que han vivido tan bien como han podido, Leibniz niega que la enseñanza cristiana apoye tales afirmaciones. Contra la afirmación de Bayle de que Dios no puede ser libre, puesto que no puede dejar de elegir lo mejor, Leibniz argumenta que tal «necesidad moral» es consistente con la libertad divina. Dios carecería de libertad solo si no hubiera mundos posibles en los que existiera una bondad inferior a la máxima, lo que no es el caso, argumenta Leibniz.